# آموخ
آموخ (به لاتین: Amukh) یک منطقهٔ مسکونی در روسیه است که در داغستان واقع شده‌است.